# Sounding the Seventh Trumpet
Sounding the Seventh Trumpet é o álbum de estreia da banda de metalcore Avenged Sevenfold, lançado em 24 de Julho de 2001 pela Good Life Recordings. O álbum foi re-lançado em 2002 pela Hopeless Records.
Quase todas as cópias do Sounding The Seventh Trumpet vendidas atualmente são do relançamento feito pela Hopeless Records. A versão original da Good Life Recordings é rara, sendo considerada assim, a versão de 2002 na maioria das vezes.
O Sounding The Seventh Trumpet até o ano de 2008 vendeu 200.000 cópias em todo o mundo.

## Faixas
1. "To End The Rapture" – 1:24
2. "Turn The Other Way" – 5:37
3. "Darkness Surrounding" – 4:49
4. "The Art Of Subconscious Illusion" – 3:46
5. "We Come Out At Night" – 4:45
6. "Lips Of Deceit" – 4:09
7. "Warmness On The Soul" – 4:20
8. "An Epic Of Time Wasted" – 4:19
9. "Breaking Their Hold" – 1:12
10. "Forgotten Faces" – 3:27
11. "Thick And Thin" – 4:15
12. "Streets" – 3:06
13. "Shattered By Broken Dreams" – 7:04

Avenged Sevenfold
- M. Shadows - vocal, piano, teclado
- Zacky Vengeance - guitarra (guitarra base em "To End the Rapture")
- Synyster Gates - guitarra solo em "To End the Rapture"
- Dameon Ash - baixo
- The Rev - bateria

Participação especial
- Valary Dibenedetto - vocal rasgado na música "The Art of Subcounscious Illusion"

No relançamento, a música "To End The Rapture" foi regravada com Synyster Gates tocando guitarra.

## Recepção
Sounding the Seventh Trumpet foi bem recebido pela crítica especializada. Allmusic deu ao álbum três de cinco estrelas, dizendo: "Sounding the Seventh Trumpet é um disco magnífico que é adequado para qualquer fã de heavy metal, como Avenged Sevenfold tem um domínio firme sobre tudo o que é extremo." A crítica também elogiou as faixas "Darkness Surrounding" e "We Come out at Night" afirmando que eram "...ótimas obras do metalcore, à medida que as harmonias vocais se somam a esses cortes para evoluir as músicas em explosões sonoras totalmente atmosféricas."